# قینرجه (مشگین‌شهر)
قینرجه یک روستا در ایران است که در دهستان شعبان (مشگین‌شهر) واقع شده‌است. قینرجه ۳۹۲ نفر جمعیت دارد.از جاذبه های گردشگری این روستا حتم مئشه سی چالا چوخور قالا یئری اوکوز اولن و عزیز خان داشی را میتوان نام برد.